# Robert Michelson
Robert Michelson (Washington, 1951) è un ingegnere statunitense specializzato nei settori della robotica, dell'ingegneria aerospaziale e di quella elettronica.
È noto per essere l'inventore dell'entomottero , un biologically-inspired robot aereo dalle ali svolazzanti, e per aver istituito International Aerial Robotics Competition. Si è laureato in ingegneria elettrica dal Virginia Polytechnic Institute e dal Georgia Institute of Technology. La carriera professionale di Michelson è iniziata presso il U.S. Naval Research Laboratory dove ha lavorato su sistemi di sorveglianza oceanica basati su radar. Successivamente è diventato membro della facoltà di ricerca presso il Georgia Institute of Technology. Al Georgia Tech Research Institute (GTRI) è stato coinvolto nella ricerca a tempo pieno, dirigendo oltre 30 importanti programmi di ricerca.
È autore di tre brevetti statunitensi e oltre 100 articoli su riviste, capitoli di libri e rapporti. Michelson ha anche sviluppato corsi di avionica e ha insegnato alla School of Aerospace Engineering presso il Georgia Institute of Technology fino al suo ritiro dal University System of Georgia nel 2004.  Michelson è il destinatario dell'AUVSI Pioneer Award 1998 e del 2001 Pirelli Award per la diffusione della cultura scientifica come nonché il primo "Top Pirelli Prize".
Durante gli anni '90, ha creato una società esentasse per applicare soluzioni high tech all'archeologia moderna e ha organizzato una serie di spedizioni archeologiche nell'est Anatolia. Attualmente è a capo della società di consulenza ingegneristica Millennial Vision, LLC. Dalla metà degli anni '90, il lavoro di Michelson si è concentrato sul design micro air vehicle di ispirazione biologica. Michelson è certificato in vari campi tra cui radioamatori, immersioni subacquee, velivoli sperimentali progettazione / meccanica e appalto generale per l'edilizia domestica.

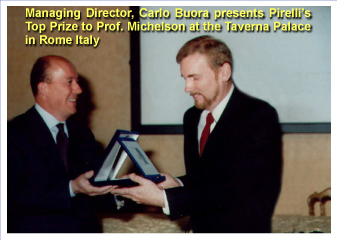
Michelson ritira il premio internazionale Pirelli nel 2001.